# ويليام أندرسون (عالم سياسة)
ويليام أندرسون (بالإنجليزية: William Anderson)‏ هو عالم سياسة أمريكي، ولد في 25 أكتوبر 1888، وتوفي في 1975.